# Бад-Доберан
Бад-Добера́н (нем. Bad Doberan, до 1921 года — Доберан, нем. Doberan) — город в федеральной земле Мекленбург-Передняя Померания, Германия. До 2011 года являлся районным центром района Бад-Доберан. Численность населения — 11 424 (2006).
Бад-Доберан можно рассматривать как пригород Ростока, поскольку он находится всего в 15 км на запад от центра города. В настоящее время в Бад-Доберане находится популярный курорт Хайлигендамм на берегу Балтийского моря.

## История

### Название
Название Доберан, первоначально Добран, происходит от полабского имени Добран (полаб. Dobran), которое произошло от полабского «Dobry», что означает «хороший». До 1921 года были распространены различные варианты написания имени, такие как Dobĕran или Dobberan.
По легенде название Doberan поселению дал Генрих Борвин I — князь Мекленбурга. На этом месте он убил своего первого оленя. Вспугнутые лебеди кричали «dobre, dobre!» (хорошо). Так, по преданию, возник монастырь, и поселение под названием «Доберан». По сей день олень и лебедь украшают герб города.

### Средневековье

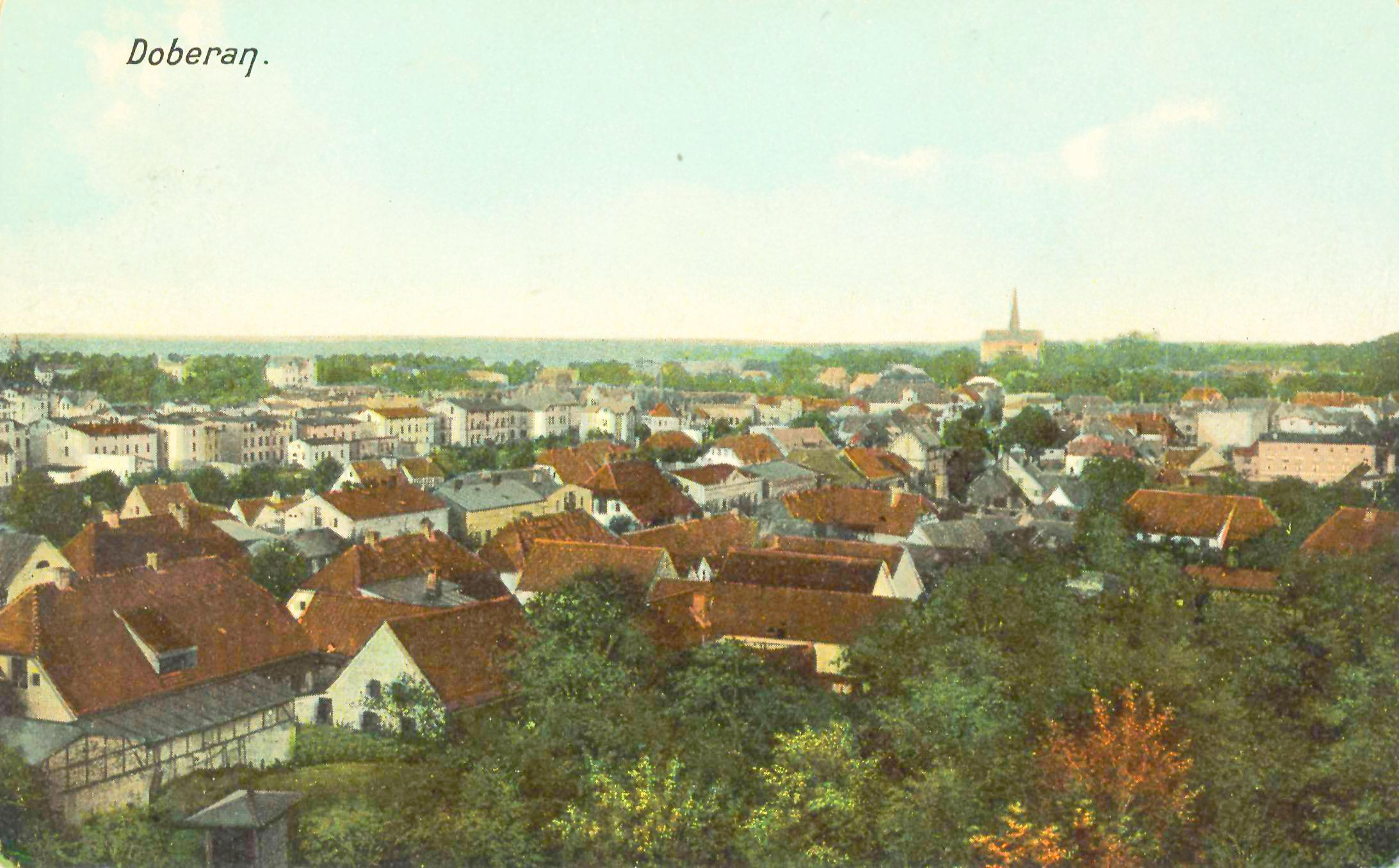
Бад-Доберан, 1900 год

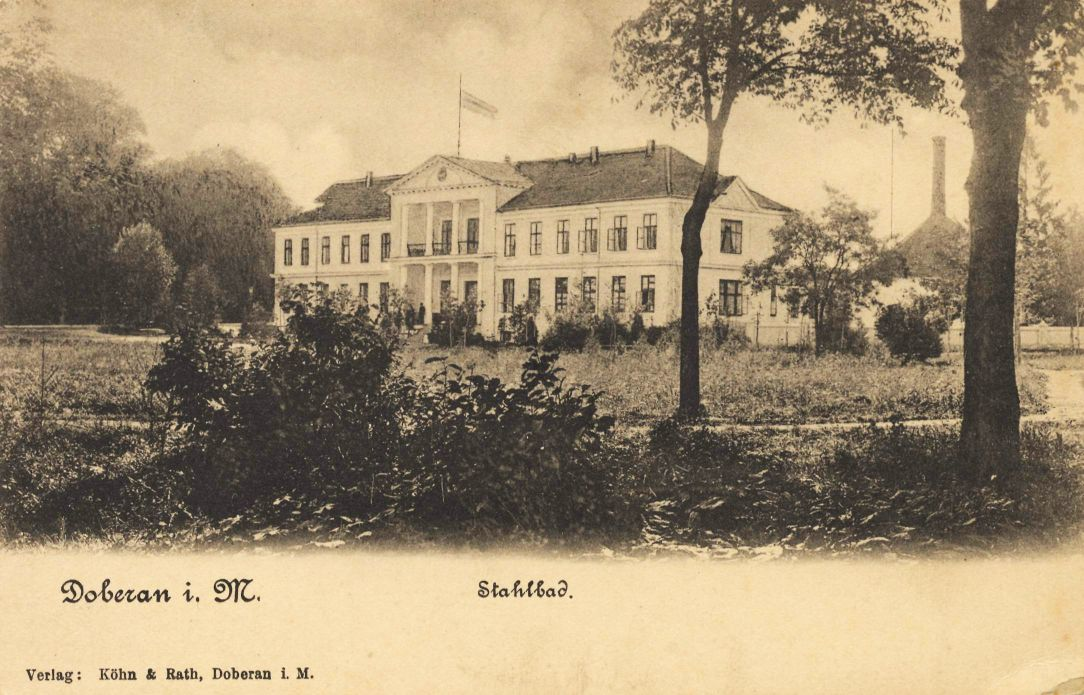
Завод в Бад-Доберане, 1905 год

Первые поселения в этом регионе возникли благодаря монахам-цистерцианцам, которые возвели здесь монастырь ещё в 1171 году. Первоначально поселение называлось Villa Slavica Doberan. Во время восстания славян в 1179 году Доберанские монастырские постройки были в сильно разрушены. Семь лет спустя цистерцианцы предприняли вторую попытку основания монастыря на этом месте. Церковь в романском стиле, освящённая в 1232 году, после пожара 1291 года была заменена церковью в готическом стиле. Готическая церковь была освящена в 1368 году. Доберанский монастырь был весьма процветающим благодаря своим хозяйственным начинаниям, также временно ему принадлежало 66 деревень и поместий. Рядом с монастырем было ремесленное поселение, камерный двор (бывший строительный двор монастыря), два трактира, кирпичный завод, кузница и несколько коттарий. Монастырь был распущен в 1552 году в ходе Реформации.

### Недавняя история
В 1793 году великий герцог Фридрих Франц I Мекленбургский открыл здесь первый германский курорт Хайлигендамм. В 1886 году Доберан и Хайлигендамм были соединены узкоколейкой. В 1921 году в имя поселка добавился «Бад», что означает «курорт». Подобную добавку в своем имени имеют и множество других населённых пунктов Германии.

## Достопримечательности

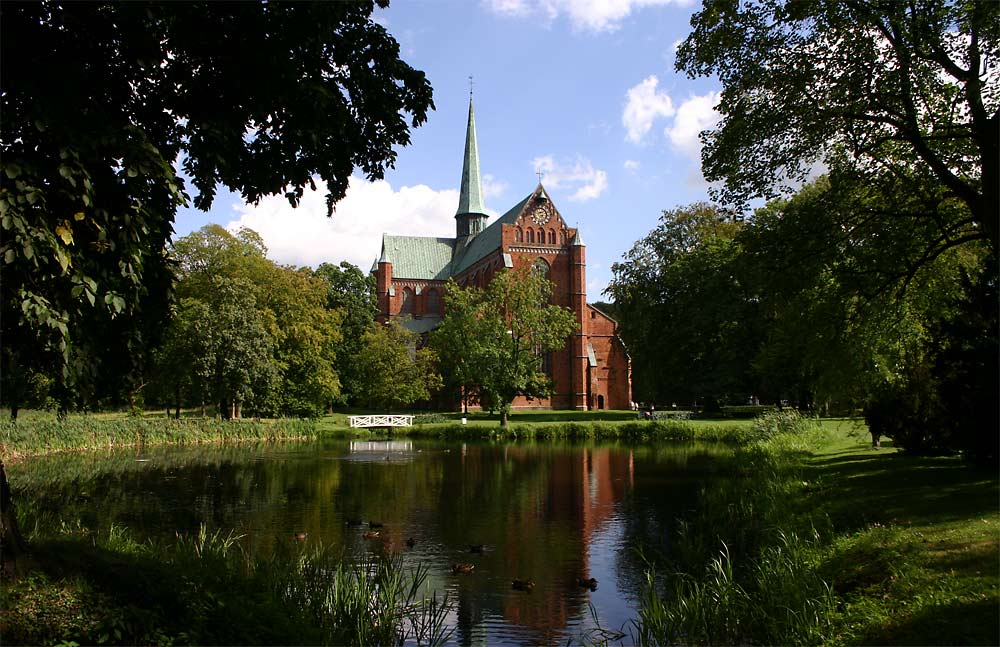
Монастырь в Бад-Доберане

Наиболее яркие памятники эпохи классицизма в центре Доберана и Хайлигендамма были построены архитектором Карлом Теодором Северином в период между 1801 и 1836 году.
Самое знаменитое здание в Бад-Доберане — собор Доберанского монастыря, 1368. Первоначально монастырь принадлежал цистерцианцам. Представляет собой наиболее впечатляющий образец северогерманской кирпичной архитектуры.

## Транспортное расположение
Бад-Доберан расположен на федеральной дороге B 105 между Висмаром и Ростоком и на государственных дорогах L 12 (Кюлунгсборн — Бад-Доберан — Варнемюнде) и L 13 (Бад-Доберан — Шваан). Ближайшая развязка автомагистрали — Бад-Доберан на автомагистрали А-20 Балтийского моря между Висмаром и Ростоком в 15 километрах.
Железнодорожная станция Бад Доберан расположена на железнодорожной линии Висмар-Росток. Она обслуживается региональной железнодорожной линией RB 11 (Висмар — Росток — Тессин), поезда ходят каждый час. С помощью спа-подъемника Molli можно доехать до станции Ostseebad Kühlungsborn West через Хайлигендамм.
Аэропорт Росток-Лааге находится примерно в 40 километрах к юго-востоку от города .

## Интересные факты
- Гуго Пекторалис, герой юмористического рассказа Н. Лескова «Железная воля», приехал в Россию из Доберана.
- В 2007 году в городе проходил 33-й саммит G8.
- Известен тем, что почётным гражданином города был Гитлер[2].